# Lidingö kyrka
Lidingö kyrka är den äldsta kyrkan i Lidingö församling och ligger på en höjd söder om den inre delen av Kyrkviken i kommundelen Hersby i Lidingö kommun. Invid kyrkan ligger Lidingö kyrkogård.

## Historia
Den nuvarande kyrkan som stod färdig 1623, uppfördes på initiativ av Svante Gustafsson Banér (1584–1628) och hans hustru Ebba Grip (1583–1666) på Djursholms slott. I gamla handlingar står det att 1623 byggdes Lidingö kyrka ånyo. Lidingölandet kom genom Nils Jönsson (Oxenstierna)s förvärv av holmen gamla Djursholm 1418, att senare ingå i Djursholms gods, även innefattade Bogesundslandet, som ägdes av släkten Banér.
Kyrkan var ursprungligen betydligt mindre än dagens kyrka med måtten 13 x 8 m där nordsidans långvägg var fönsterlös eftersom det var ett effektivt sätt att förhindra ytterligare nedkylning av kyrkan under den kalla årstiden. Man förmodar att stenkyrkan byggdes på samma plats där det tidigare fanns ett enkelt träkapell tillägnat Sankta Anna vilket beläggs av att stenkyrkan från början kallades Sanctae Annae kapell. På en nattvardskalk i kyrkan skänkt 1702 av Johan Gabriel Banér (1662–1706), son till Svante Svantesson Banér (1624–1674), finns inskriptionen ”St. Anna Capell på Lidingön”. 
Det tidigare träkapellet ska ha uppförts någon gång i slutet av 1400-talet till senast i början av 1500-talet när franciskanerna spred den ursprungliga romersk-katolska läran med den heliga Anna som centralfigur [källa behövs], en lära som nådde sin höjdpunkt i början av 1500-talet. Den katolska läran trängdes dock senare undan av Gustav Vasas (1496–1560) reformation. Församlingsgården S:ta Annagården i närheten har sitt ursprung i den tidigare benämningen på kyrkan. 

### Ebba Grips engagemang i Lidingös kyrkoliv

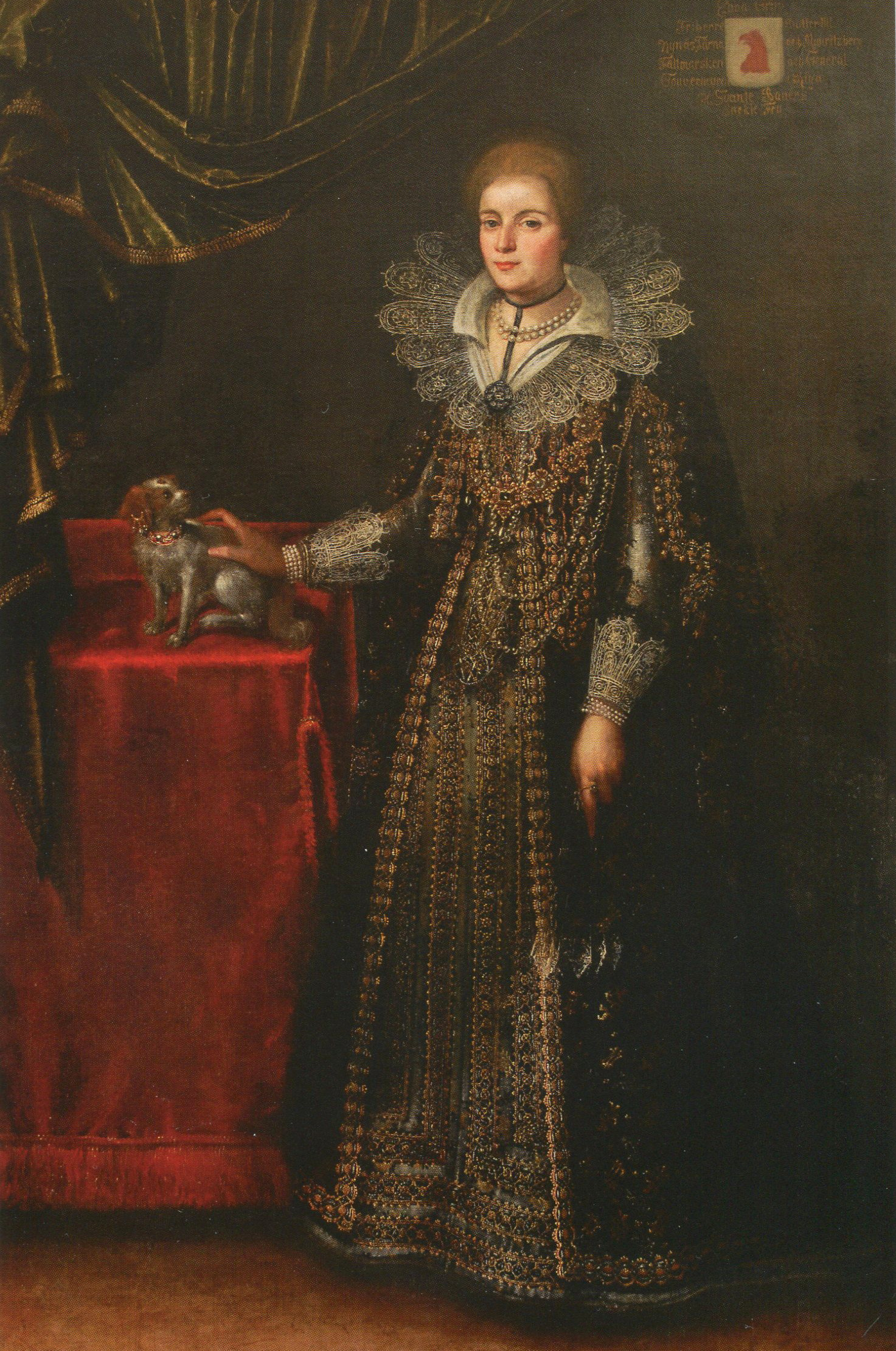
Ebba Grip på Djursholms slott omkring 1620.

Ebba Grip på Djursholms slott engagerade sig aktivt i Lidingös kyrkoliv. Vid denna tid tillhörde norra Lidingö i kyrkligt hänseende Täby socken och södra Lidingö Solna socken. Danderyds församling med Djursholm var annexförsamling till Täby församling. Genom ett kungligt brev 1653 från drottning Kristina (1626–1689) kom Danderyd att bilda en egen församling med Lidingö som en annexförsamling till Danderyd. Kyrkoherden bodde i Danderyd. Någon bofast präst fanns inte på Lidingö den första tiden som annexförsamling. Ebba Grip ansåg att Lidingö kyrka var värd en egen präst och donerade hemmanet Grönsta vid Grönstaviken på norra Lidingö som bostad för prästen som fortfarande är kyrkoherdebostället för Lidingö församling. Innan Lidingö fick en egen präst hade några av Lidingös bönder till uppgift att för högmässan i Lidingö Kyrka hämta prästen i Sticklinge, som roddes över från Djursholm med den reguljära roddarfärja som var anordnad av Banérs mellan Rödstugeviken och Ekudden i Djursholm och sedan också svara för hästskjuts tillbaka till Sticklinge.
Ebba Grips och Svante Banérs son Svante Svantesson Banér (1624–1674) i Djursholm utsågs till det nya pastoratets patronatus vilket bland annat innebar att han och hans arvingar hade rätt att utse kyrkoherden. Hans son Johan Gabriel Banér (1662–1706) som vistades större delen av sitt liv utomlands tog över sin fars engagemang i kyrkan och skötte sina åtaganden i Sverige brevledes och föreslog en del förbättringsåtgärder för kyrkan, bland annat nya kraftigare dörrar så "att kyrkans egendom därinne bevaras kan". 1774 blev Lidingö avskilt från Djursholms gods genom att Banérs sålde ut Lidingöegendomen och 1832 en egen församling, dock fortfarande som annex till Danderyd för att 1907 bilda eget pastorat med prästgård för kyrkoherden vid Grönsta.

### Ombyggnationer och kompletteringar
Kyrkan har blivit om- och tillbyggd flera gånger. De äldsta delarna är de södra och norra långväggarna. 1756 tillbyggdes kyrkan åt väster med 6 meter varvid läktaren tillkom och korväggen byggdes om och fick tre ljusöppningar. På 1870-talet fick norra sidan fönster. År 1913 gjordes ombyggnaden av koret, det vill säga den östra väggen genombröts och bildade det vi idag ser som triumfbåge. Väggmålningarna i kyrkan är dels från 1600-talet som är restaurerade efter att under 1700-talet ha varit överkalkade. Evangelistsymbolerna på korväggen tillkom 1913. 
År 1867 byggdes en ny sakristia åt norr med tresidig avslutning. Den har byggts om ett flertal gånger och fick sitt nuvarande utseende 1972 efter att 1969 varit utsatt för brand.
Tornet i vitmålat trä för kyrkklockan skänktes 1817 av Lars Fresk (1758–1830) som drev en textilindustri på Elfviks gård i samband med att hans gode vän Samuel Owen, efter att ha skilt sig från sin engelska fru, gifte om sig i Sverige 1817 med Beata Carolina Svedell i Lidingö kyrka med efterföljande fest på Elfviks Gård.

## Inventarier
- Dopfunten härstammar från 1770-talet och består av en dopängel, skulpterad i trä och förgylld. Dopskålen är placerad i en platta formad som ett kapitäl vilken ängeln håller upp i sina händer. Om man tittar närmare på dopfunten ser man att ängeln har två högerhänder. Antagligen skänktes den samtidigt som man fick predikstolen av Per Ljung, eftersom den inte står nedskrivet som ett köp.
- Predikstolen i gustaviansk stil är från 1779 och tillverkades av bildhuggaren Per Ljung i Stockholm. Runt dess kord finns förgyllda ornament som symboliserar lag och evangelium. Den gamla predikstolen från 1623 ersattes eftersom den ansågs omodern och farlig att använda.
- Altare och altartavla i rokokostil skänktes till kyrkan vid renoveringen 1756. Altartavlan är en oljemålning som visar Jesus på korset och omges av en ram med förgyllda och målade ornament.
- Tre oljemålningar med bibliska motiv hänger under läktaren. Samtliga skänktes till kyrkan under 1800-talet.
- Bänkarna i kyrkan är från restaureringen 1952. År 1756 hade man skaffat nya slutna bänkar, som utbyttes på 1870-talet och ersattes med nya.

### Orgel
- 1834 byggde Pehr Zacharias Strand, Stockholm en orgel med 7 stämmor.
- Cirka 1912 byggde C R Löfvander en orgel med 12 stämmor, två manualer och pedal.
- 1941 byggde Åkerman & Lund, Sundbybergs stad en orgel med 18 stämmor, två manualer och pedal.
- 1957 byggde Grönlunds Orgelbyggeri AB, Gammelstad en orgel med 16 stämmor, två manualer och pedal. Den var mekanisk. Orgeln flyttades 1984 till Åkersberga kyrka.

| Huvudverk I         | Bröstverk II  | Pedal       | Koppel |
| Gedackt 8'          | Rörflöjt 8'   | Subbas 16´  | I/P    |
| Principal 4'        | Hålflöjt 4'   | Gedackt 8'  | II/P   |
| Rörflöjt 4'         | Principal 2'  | Pommer 4'   | II/I   |
| Waldflöjt 2'        | Kvinta 1 1/3' | Träflöjt 2' |        |
| Sesquialtera 2 chor | Cymbel 3 chor | Rankett 16' |        |
| Mixtur 4 chor       | Krumhorn 8'   |             |        |
|                     | Tremulant     |             |        |

- Nuvarande orgel, med 23 stämmor, byggdes 1985 av Åkerman & Lund Orgelbyggeri AB, Knivsta. Orgeln är mekanisk. Ny orgelfasad och läktarbarriär, ritade av arkitekt SAR Ulf Oldaeus tillkom samtidigt med orgeln.

| Huvudverk I  | Svällverk II      | Pedal        | Koppel  |
| Borduna 16'  | Borduna 8'        | Subbas 16´   | I/P     |
| Principal 8' | Fugara 8'         | Principal 8' | II/P    |
| Borduna 8'   | Salicional 8'     | Borduna 8'   | II/I    |
| Octava 4'    | Principal 4'      | Octava 4'    | II 4'/P |
| Flagflöjt 4' | Flöjt 4'          | Trombone 16' |         |
| Quinta 3'    | Nasat 3'          |              |         |
| Octava 2'    | Flautino 2'       |              |         |
| Scharf III   | Ters 1 3/5'       |              |         |
| Trumpet 8'   | Fagott-Oboe 8'    |              |         |
|              | Klarin 4'         |              |         |
|              | Tremulant         |              |         |
|              | Crescendosvällare |              |         |

## Speciella gåvor till kyrkan
- Kyrktornet i vitmålat trä för kyrkklockan, skänktes 1817 av Lars Fresk (1758-1830). Gåvan sammanfaller med när Lars Fresks gode vän Samuel Owen gifte sig 1817 med Beata Carolina Svedell.
- Den s.k. fattigbössan i smidesjärn vid kyrkoingången skänktes 1823 av traktören Karl Petter Lindbom (1787-1849), som vid den tiden ägde Hersby gård, även kallad Hersbyholm, som ligger i närheten.
- Solur av speciell konstruktion på stensockel som står på kyrkans södra sida, skänkt 1835 av Karl Petter Lindbom.
- Nattvardskalk skänkt 1702 av Johan Gabriel Banér (1662-1706), med inskriptionen "St. Anna Capell på Lidingön".
- Silverkanna från 1600-talet testamenterad till Lidingö kyrka av Jan Betulin (d. 1759) med inskriptionen "Gud till äkta samt Lidingö kÿrcka till tienst och nÿtta Hafwer borgaren och arrendatoren af Fiederholmen och Södergarn Jan Betulin och dess hustru Anna Andersdotter Lund, gifvit denna kanna af 130 lod åhr 1759".

## Bildgalleri Lidingö kyrka

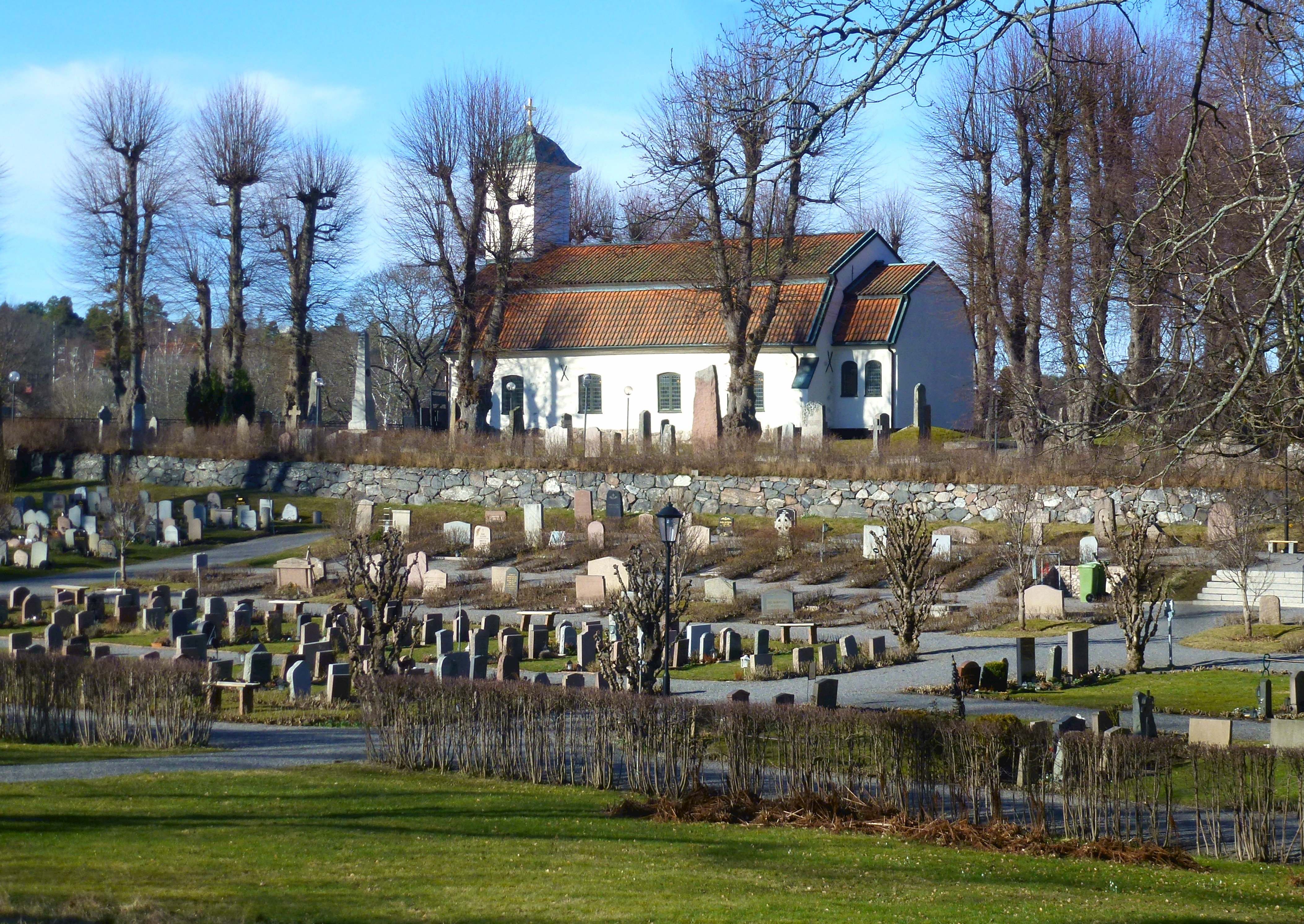
Lidingö kyrka med gamla kyrkogården.
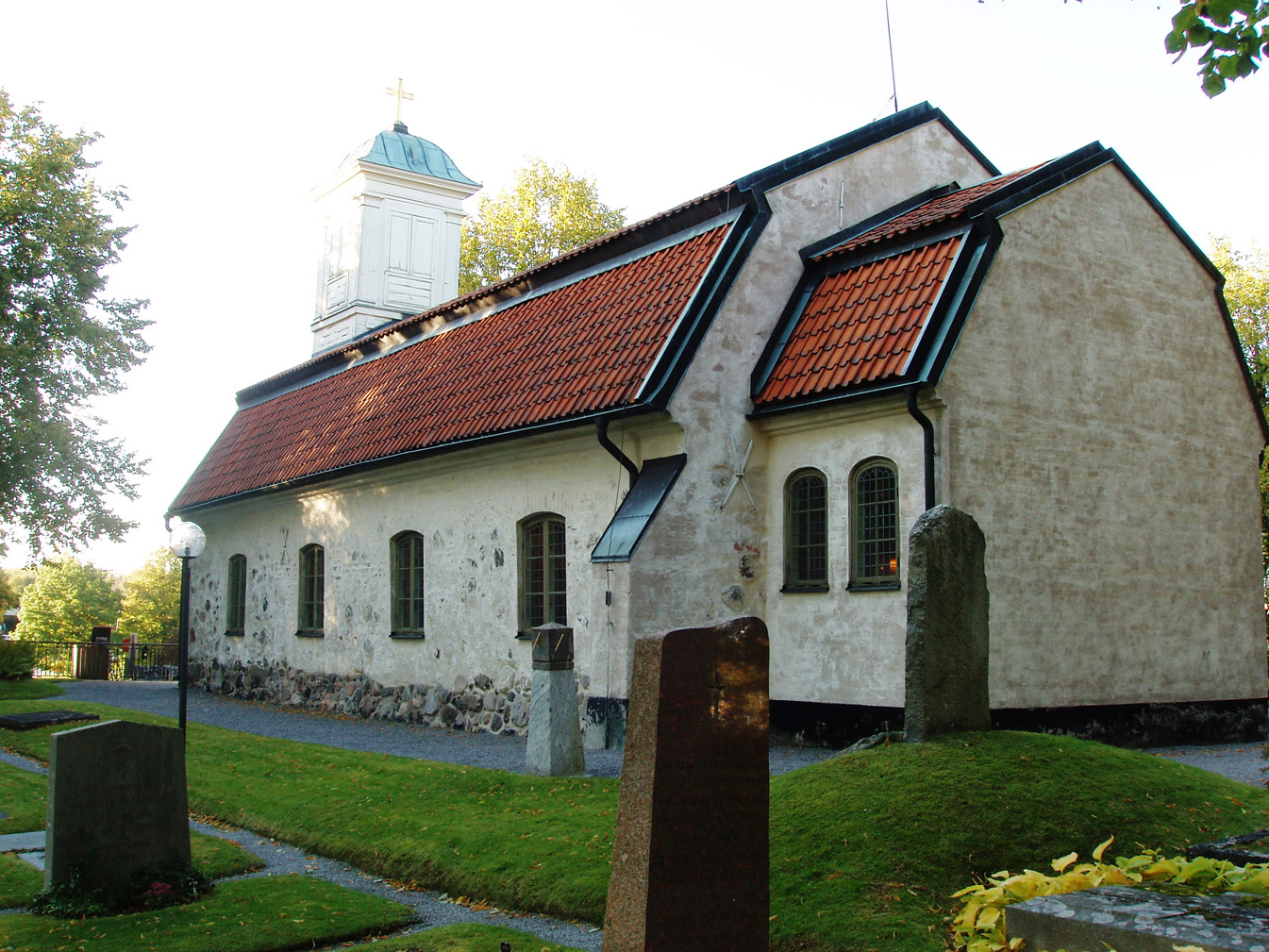
Den södra sidan.
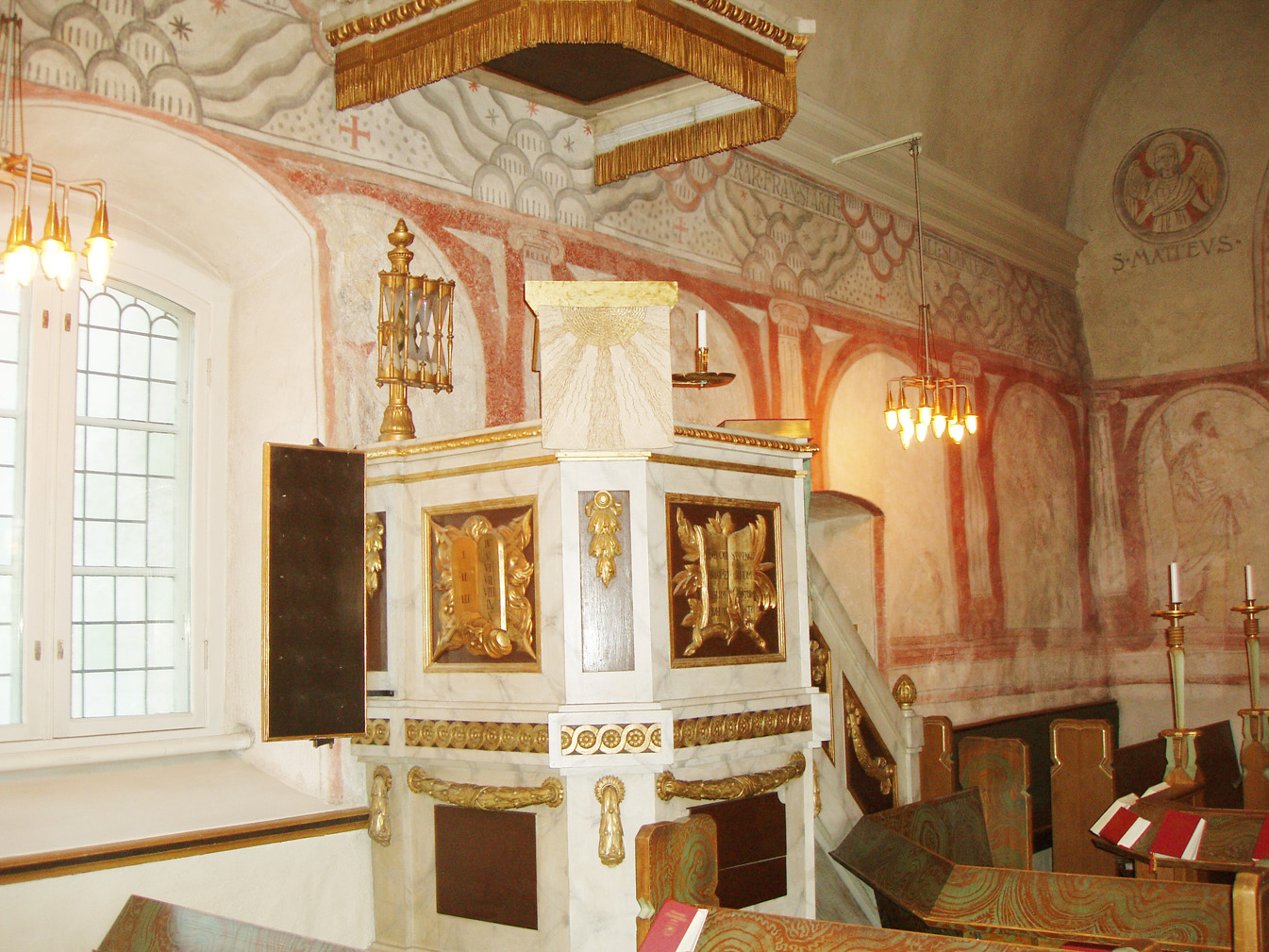
Predikstolen.
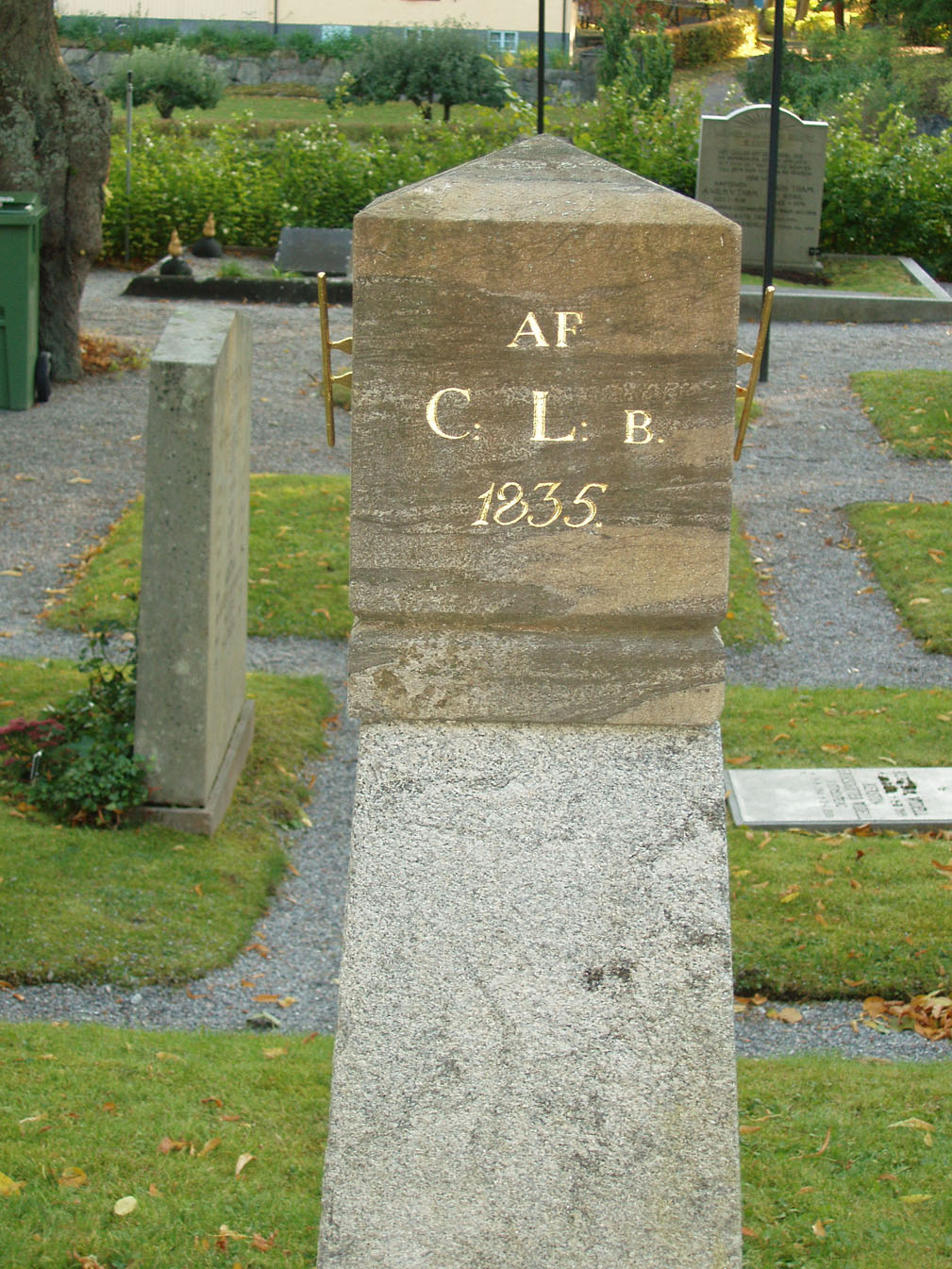
Solur med kvadratisk form skänkt av Karl Lindbom 1835.

### Bilder
- 16000200123018: Lidingö kyrka 1911 med tidstypisk trätrottoar som användes inom Lidingö villastad innan vägarna fick ordentlig vägbeläggning. Foto: A. Norblad - 1911.
- 16000200123014: Planritning av Lidingö kyrka uppmätt av Sven Brandel, 1915-1916.

### Övriga externa länkar
- Lidingö församlings webbsida
- Lidingö kyrka, Stockholm 2008, © Stockholms stift, Text: Gunilla Nilsson
- anläggningspresentation
- Wikimedia Commons har media som rör Lidingö kyrka.